# Eduardo Abelim
Eduardo Abelim (1900, Cachoeira do Sul, Río Grande del Sur-1984) fue un actor, director, guionista y productor brasileño. 

## Biografía
Su debut en cine tuvo lugar en 1926, con el cortometraje Em Defesa da Irmã. En 1927 fundó la productora Gaucha Film. Considerado un pionero del cine gaucho, ese mismo año dirigió, escribió, produjo y actuó en el largometraje O Castigo do Orgulho, una película muda a la que siguieron otras sobre la temática gaucha. Tres años después realizó un documental sobre dos gauchos en la Revolución de 1930, Avançada das troupas gaúchas, y en 1932 estrenó O Pecado da Vaidade, en la que repitió los mismos roles que en su anterior largometraje. 

## Filmografía
- Em Defesa da Irmã (1926, también como director de fotografía y de arte)[1]
- O Castigo do Orgulho (1927)
- O Pecado da Vaidade (1932)